# 波特·梅里韦瑟
波特·L·梅里韦瑟（英語：Porter L. Meriwether，1940年3月16日—2009年11月13日），美国NBA联盟前职业篮球运动员。他在1962年的NBA选秀中第3轮第21顺位被西拉丘斯国民选中。